# Louis de Bernières
Louis de Bernières (sinh ngày 08 tháng 12 năm 1954) là một tiểu thuyết gia người Anh nổi tiếng nhất cho cuốn tiểu thuyết thứ tư của ông, Cây đàn Mandolin của Đại úy Corelli. Năm 1993 de Bernières đã được chọn là một trong "20 tiểu thuyết gia trẻ tốt nhất của Anh", một phần của một chương trình khuyến mãi trên tạp chí Granta. Cây đàn Mandolin của Đại úy Corelli đã được xuất bản vào năm sau, giành giải thưởng Nhà văn Thịnh vượng chung cho Sách hay nhất. Nó cũng được đề cử cho giải Sách ttrong năm 1994 Sunday Express. Nó đã được dịch sang hơn 11 ngôn ngữ và là một sách bán chạy quốc tế.
Ngày 16 tháng 7 năm 2008 ông được tặng Tiến sĩ danh dự về nghệ thuật của Đại học Montfort De ở Leicester, mà ông đã tham dự khi đó là Leicester Polytechnic.

## Tác phẩm

### Tiểu thuyết
- The War of Don Emmanuel's Nether Parts (1990)
- Señor Vivo and the Coca Lord (1991)
- The Troublesome Offspring of Cardinal Guzman (1992)
- Captain Corelli's Mandolin (Cây đàn Mandolin của Đại úy Corelli, 1994)
- Red Dog (2001)
- Birds Without Wings (2004)
- A Partisan's Daughter (2008)
- The Dust that Falls From Dreams(2015)
- So Much Life Left Over (2018)

### Phi hư cấu
- The Book of Job: An Introduction (1998)

### Tập thơ
- A Walberswick Goodnight Story (2006)
- Imagining Alexandria (2013)

### Tập truyện ngắn
- Notwithstanding: Stories from an English Village (2009), 20 truyện